# Mario Tennis Aces
Mario Tennis Aces es un videojuego de deportes desarrollado por Camelot Software Planning y distribuido por Nintendo, en exclusiva para la consola Nintendo Switch. Su fecha de lanzamiento fue el 22 de junio de 2018. Se trata de un videojuego de tenis protagonizado por los personajes de la saga Super Mario.
El juego cuenta con un torneo en línea abierto a modo de demo. Este se desarrolló entre los días 1 y 4 de junio de 2018. En esta prueba en línea gratuita, los jugadores disponían de cuatro personajes seleccionables desde el principio: Mario, Peach, Yoshi y Bowser. Con estos, podían disputar partidos en línea contra jugadores de todo el mundo en un formato de torneo. Además, podrían conseguir desbloquear hasta cinco personajes adicionales a mediada que consiguiesen puntos.

## Desarrollo
El anuncio oficial del juego se produjo durante el Nintendo Direct del 11 de enero de 2018. En el Nintendo Direct del 8 de marzo de 2018 se revelaron la carátula y la fecha de lanzamiento, 22 de junio de 2018.

## Jugabilidad
En Mario Tennis Aces se puede jugar hasta 4 jugadores en la misma consola. Además, el nuevo juego deportivo de Mario cuenta con diversas opciones en línea, como torneos competitivos o partidas amistosas contra amigos.

## Mecánicas
En el Nintendo Direct del 8 de enero de 2018 se anunciaron algunas de las mecánicas de juego de Mario Tennis Aces:
- Existen varios tipos de golpeos: topspin, slice, lob,...
- Hay un medidor de energía que, al rellenarlo, podremos asestar un golpe más fuerte. Este medido se llenará a medida que se juega más tiempo en un mismo punto.
- Podremos romper la raqueta del rival y viceversa. cada jugador contará con dos raquetas por partido y, si se rompen ambas, perderá por KO. Esto se consigue gracias a los golpes especiales de los personajes.
- Velocidad de Zona: es habilidad con la que cuentan todos los personajes mediante la cual se moverán más rápido y todo lo demás irá a cámara lenta.
- Zona de Disparo: habilidad con la que cuentan todos los personajes mediante la cual podrán devolver un golpe y dirigir la pelota hacia donde quieran. En este modo, funcionará el control por movimiento, permitiendo apuntar a cualquier zona del campo.

## Personajes
Mario Tennis Aces cuenta con  19 personajes, a los que se añadirán 8 personajes más en el futuro, para un total de 26 personajes jugables. Estos, se subdividirán en 6 clases diferentes:
- All-Round (equilibrados). Esta es la clase ideal para los novatos o los que busquen una experiencia de juego más completa. Cuentan con buenas estadísticas en todos los apartados, pero no destacan en ningún en particular. En este grupo encontramos a Mario, Luigi, Daisy y Birdo.
- Technical (técnicos). Son los especialistas en golpear con precisión. Su gran puntería les permite mandar la bola de esquina a esquina con gran facilidad, lo que complicará la vida a sus rivales. Peach, Toadette, Koopa Paratroopa, Shy Guy, Destello y Planta Pirómana son los personajes que podremos manejar esta clase.
- Defensive (defensivos). Destacan por su gran fortaleza y brazos largos. Será muy difícil superarles con tiros normales, y están más que capacitados para devolver casi todos los golpes. Waluigi, Bowser Jr. (Bowsy en España), Bum Bum y Bowsitos son los personajes que componen esta clase.
- Powerful (poderosos). Son personajes robustos, por lo que no suelen llegar con facilidad a la línea de fondo. Pero este hándicap lo compensan con una gran fuerza, haciendo que sus golpeas sean difíciles de alcanzar. En esta clase encontramos a Bowser, Wario, Donkey Kong, Spike, Chomp Cadenas y Petey Piraña (Pepito Piraña en Hispanoamérica y Floro Piraña en España).
- Speedy (veloz). Estos personajes tienen una gran velocidad punta y pueden llegar a cualquiera de las partes del campo en un momento. Sin embargo, sus golpes son mucho más débiles. En este grupo encontramos a Toad, Yoshi, Koopa Troopa, Diddy Kong y Pauline.
- Tricky (habilidosos). Son personajes muy habilidosos, capaces de conseguir curvas de 90° grados. Esto hace que lance bolas impredecibles para sus rivales. En esta clase encontramos a Rosalina (Estela en España), Boo, Blooper, Kamek y Huesitos.